# Guerra de los Huesos

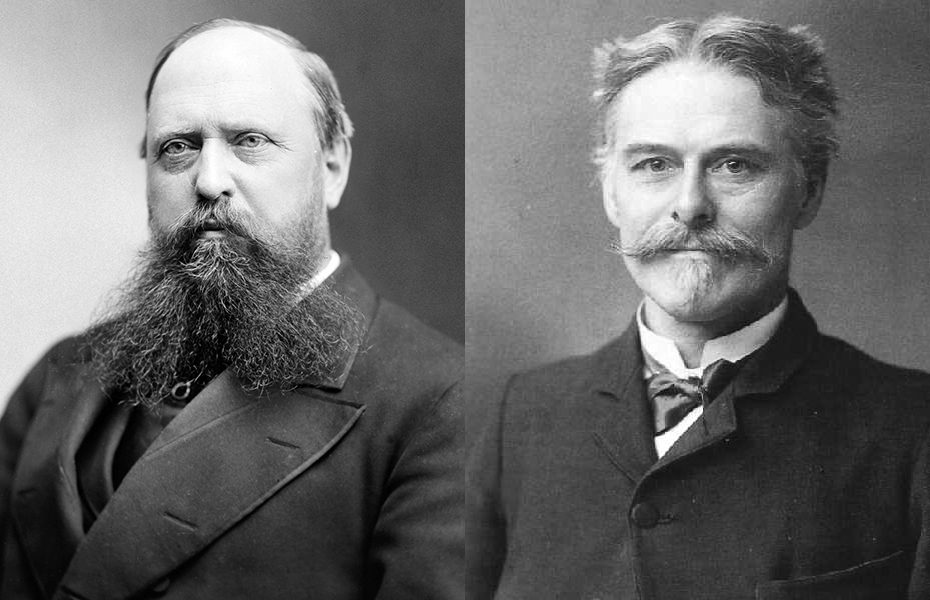
La rivalidad entre Othniel Charles Marsh (izquierda) y Edward Drinker Cope (derecha) desencadenó la guerra de los Huesos.

La guerra de los Huesos fue un período de intensa especulación y descubrimientos de fósiles durante la Gilded Age (Edad Dorada) de la historia de los Estados Unidos, marcado por una gran rivalidad entre Edward Drinker Cope (1840-1897, de la Academia de Ciencias Naturales de Filadelfia) y Othniel Charles Marsh (1831-1899, del Museo Peabody de Historia Natural de Yale). Los dos paleontólogos utilizaron métodos deshonestos para superarse en su disciplina, recurriendo a sobornos, robos y destrucción de huesos. Los científicos también se atacaron mutuamente en obras científicas, intentando arruinar la credibilidad del otro y dejarlo sin financiación.
Inicialmente, Cope y Marsh eran colegas que se trataban de manera educada, pero tras diversas disputas personales se convirtieron en enemigos acérrimos. Su búsqueda de huesos los llevó al oeste, a los ricos yacimientos paleontológicos de Colorado, Nebraska y Wyoming. Entre 1877 y 1892, ambos utilizaron su patrimonio y su influencia para financiar sus propias expediciones y obtener servicios y huesos de dinosaurios de cazadores de fósiles. Al final de la guerra de los Huesos, ambos habían agotado su patrimonio en busca de la supremacía paleontológica.
Cope y Marsh quedaron económica y socialmente arruinados por sus esfuerzos para deshonrar al contrario, pero sus contribuciones a la ciencia y a la disciplina de la paleontología fueron inmensas, dejando al morir toneladas de fósiles guardadas en cajas sin abrir. La disputa entre los dos llevó al descubrimiento y la descripción de más de 142 especies nuevas de dinosaurios. Las consecuencias de la guerra de los Huesos se plasmaron en un mejor conocimiento de la vida prehistórica y despertó el interés del público por los dinosaurios, llevando a continuar la investigación de fósiles en América del Norte durante las décadas siguientes. También se han publicado diversos libros históricos y adaptaciones de ficción sobre este periodo de intensa actividad paleontológica.

## Historia

### Contexto
Durante un cierto tiempo, Cope y Marsh fueron amigos. Se habían conocido en Berlín en 1864 y pasaron unos cuantos días juntos como colegas. Incluso nombraron especies en honor mutuo. Sin embargo, sus relaciones empeoraron a medida que pasaba el tiempo, debido en parte al carácter temperamental de ambos. Cope era conocido por ser beligerante y tenía un temperamento irascible; Marsh era más lento, más metódico e introvertido. Ambos eran pendencieros y desconfiados. Sus diferencias también llegaron al plano científico: Cope era un firme defensor del neolamarckismo, mientras que Marsh apoyaba la teoría de Charles Darwin de evolución por selección natural. Incluso cuando eran amigos, tenían una tendencia a despreciarse sutilmente. Como explicaba un observador: "El patricio Edward podría haber considerado que Marsh no era exactamente un caballero. El académico Othniel probablemente consideraba a Cope como no muy profesional".
Cope y Marsh tenían orígenes muy diferentes. Cope nació en el seno de una familia cuáquera, rica e influyente, de Filadelfia. Aunque su padre quería que Cope trabajara de granjero, este se distinguió como naturalista. En 1864, Cope se convirtió en profesor de zoología en el Haverford College y se unió a Ferdinand Hayden en sus expediciones en el oeste. Marsh, hijo de una familia de pocos medios de Lockport, Nueva York, habría crecido en la pobreza de no haber sido por la ayuda de su tío, el filántropo George Peabody. Marsh convenció a su tío para que construyera el Museo Peabody de Historia Natural, y consiguió el cargo de director del museo. Eso, junto con la herencia que recibió de Peabody cuando este murió en 1869, hizo posible que Marsh disfrutara de una cómoda posición financiera aunque, debido en parte a la visión estricta que tenía su tío del matrimonio, Marsh permaneció soltero toda la vida.

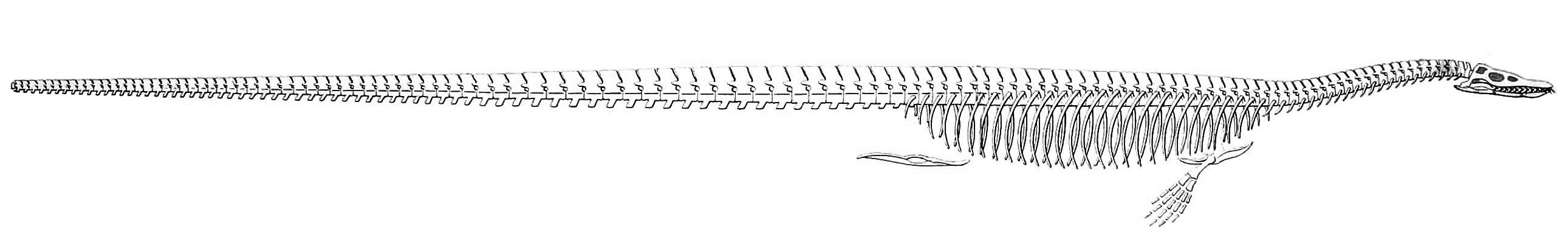
Versión de Cope de Elasmosaurus platyurus con la cabeza emplazada en el lugar incorrecto.

En una ocasión, los dos científicos se habían marchado a una expedición de recolección de fósiles en los pozos de marga de Cope en Nueva Jersey, donde William Parker Foulke había descubierto el holotipo del dinosaurio Hadrosaurus foulkii, descrito por el paleontólogo Joseph Leidy; este fue uno de los primeros descubrimientos de dinosaurios en Estados Unidos y los pozos todavía eran ricos en fósiles. Aunque los dos fueron amigablemente, Marsh sobornó en secreto a los operadores de los pozos para que le llevaran los fósiles que descubrían a él en lugar de a Cope. Los dos empezaron a atacarse mutuamente en documentos y publicaciones y su relación personal empeoró. Marsh humilló a Cope indicando que su reconstrucción del plesiosaurio Elasmosaurus era defectuosa, con la cabeza emplazada donde tendría que ir la cola. Cope, a su vez, empezó a buscar en lo que Marsh consideraba su terreno privado de caza de huesos (Kansas y Wyoming), empeorando su relación.

### 1872-1877: primeras expediciones
En la década de 1870, la atención profesional de Cope y Marsh se vio atraída por el oeste estadounidense debido a noticias de grandes descubrimientos de fósiles. Utilizando su influencia en Washington, Cope consiguió un puesto en el Servicio Geológico de los Estados Unidos a las órdenes de Ferdinand Hayden. Aunque el puesto no estaba remunerado, ofrecía a Cope una gran oportunidad para recoger fósiles en el oeste y publicar sus hallazgos. El talento de Cope para escribir de manera dramática complacía a Hayden, que necesitaba causar una impresión popular con los informes oficiales del Servicio. En junio de 1872, Cope marchó en su primer viaje, planeando observar las capas fosilíferas del Eoceno de Wyoming por sí mismo. Eso provocó un distanciamiento entre Cope, Hayden y Leidy. Era Leidy quien había recibido gran parte de los fósiles de las colecciones de Hayden hasta que Cope entró en el Servicio y ahora Cope se encontraba buscando fósiles en el territorio marcado por Leidy a la vez que el propio Leidy. Hayden intentó aliviar la tensión con Leidy mediante una carta:

Le pedí que no fuera a aquel campo donde usted iba. Él se burló de la idea de estar limitado a cualquier localidad y dijo que pensaba ir, tanto si lo ayudaba o no. Yo estaba angustiado por asegurarme la cooperación de tal trabajador como un honor para mi equipo. No podía responsabilizarme del campo que escogiera, ya que no le pago ningún salario y solo una parte de sus gastos. Por lo tanto, verá que, aunque no es algo placentero trabajar compitiendo con otros, parece casi una necesidad. Compréndalo.

Cope se llevó a su familia consigo hasta Denver, mientras Hayden intentaba evitar que Cope y Leidy hicieran prospecciones en la misma zona. Siguiendo una pista dada por el geólogo Fielding Bradford Meek, Cope también pensaba investigar informes de huesos que Meek había encontrado cerca de la estación de Black Buttes y la línea férrea. Cope encontró el lugar y los restos esqueléticos de un dinosaurio que llamó Agathaumas sylvestris. Creyendo que contaba con el pleno apoyo de Hayden y el Servicio, Cope viajó a Fort Bridger en junio, descubriendo que no estaban los hombres, los vagones, los caballos y el equipamiento que esperaba encontrar allí. Cope reunió un equipo de su propio bolsillo, que consistía de dos carreteros, un cocinero y un guía, junto con tres hombres de Chicago que estaban interesados en estudiar con él. Finalmente, resultó que dos de los hombres de Cope eran empleados de Marsh. Cuando el paleontólogo rival descubrió que sus hombres estaban aceptando dinero de Cope, enfureció. Aunque estos intentaron asegurar a Marsh que todavía eran sus hombres (uno de ellos sugirió que aceptó el trabajo para alejar a Cope de los fósiles buenos), la pereza de Marsh a la hora de pedir acuerdos en firme y de hacer pagos podría haberlos incitado a buscar otro trabajo. El viaje de Cope llevó a la expedición por paisajes agrestes que solo Hayden había reconocido y descubrió decenas de nuevas especies. Mientras tanto, uno de los hombres de Marsh envió una parte de su material a Cope por equivocación. Cuando recibió los fósiles, Cope los devolvió a Marsh, pero este incidente dañó todavía más su relación.
En 1872 se abandonó cualquier pretensión de cordialidad entre los dos y en la primavera de 1873 empezaron las hostilidades abiertas. Al mismo tiempo, Leidy, Cope y Marsh estaban haciendo grandes descubrimientos de reptiles y mamíferos prehistóricos en las capas fosilíferas del oeste. Los paleontólogos tenían la costumbre de enviar telegramas al Este escritos apresuradamente para describir sus hallazgos y solo publicaban descripciones más completas cuando volvían del viaje. Entre los nuevos ejemplares descritos se encontraban Uintatherium, Loxolophodon, Eobasileus, Dinoceras y Tinoceras. El problema es que muchos de estos hallazgos no eran diferentes de los demás; de hecho, Cope y Marsh sabían que algunos de los fósiles que recogían ya habían sido descubiertos por los otros. Finalmente, se vio que muchos de los nombres de Marsh eran válidos, mientras que ninguno de los de Cope lo era. Marsh también situó las nuevas especies dentro de un nuevo orden de mamíferos, Cinocerea. Cope quedó humillado e incapaz de detener los cambios de su rival. En cambio, publicó un estudio analítico de gran alcance donde proponía un nuevo modelo de clasificación para los mamíferos del Eoceno, donde descartaba los géneros de Marsh en favor de los suyos. Marsh no cedió en absoluto y continuó afirmando que todos los nombres que Cope propuso para los dinoceratos eran incorrectos.

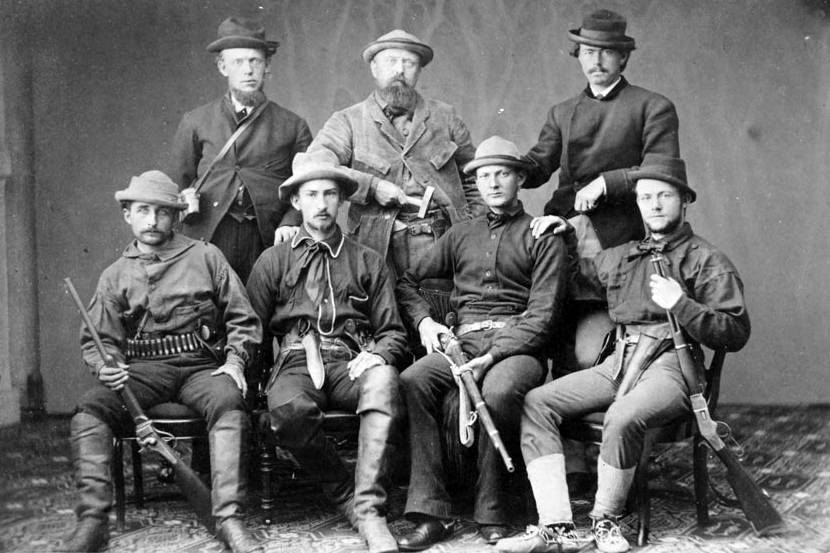
Marsh (en el centro de la fila trasera), rodeado por ayudantes armados. Marsh no pasaba mucho tiempo en el campo, y solía delegar esta tarea en sus agentes.

Mientras los científicos discutían sobre la clasificación y la nomenclatura, también volvieron al oeste en busca de más fósiles. Marsh hizo su último viaje patrocinado por Yale en 1873, con un gran grupo de trece estudiantes y protegido por un grupo de soldados que querían hacer una demostración de fuerza a la tribu de los siux. A causa de las preocupaciones sobre sus expediciones más lujosas y caras de años anteriores, Marsh hizo que los estudiantes se pagaran sus propios gastos y el viaje solo le costó a Yale 1857,50 $, una cifra muy inferior a los 15 000 $ (más de 200 000 $ en el valor actual) que Marsh había pedido para la expedición anterior. Esta expedición sería la última de Marsh; durante el resto de la Guerra de los Huesos, Marsh prefirió contratar recolectores locales. Aunque tenía bastantes huesos como para estar años estudiándolos, el apetito del científico por más huesos crecería. La recolección de huesos por parte de Cope fue incluso más prolífica que la de 1872, aunque la tendencia de Marsh de contratar recolectores propios significaba que su rival era persona non grata en Bridger. Cansado de trabajar a las órdenes de Hayden, Cope consiguió un trabajo pagado con el Cuerpo de Ingenieros, pero vio sus acciones limitadas por esta entidad federal; mientras que Cope tenía que seguir con las prospecciones, Marsh podía buscar allí donde quisiera.
A mediados de la década de 1870, la atención de los dos científicos se dirigió hacia Dakota del Sur, donde el descubrimiento de oro en las Black Hills aumentó las tensiones entre nativos estadounidenses y los Estados Unidos. Marsh, que deseaba los fósiles que se encontraban en aquella región, se vio envuelto en las políticas ejército-indios. Con el objetivo de ganarse el apoyo del jefe Nube Roja de los siux para poder hacer prospecciones, Marsh prometió pagar a Nube Roja por los fósiles encontrados y volver a Washington a hacer presión allí en su favor en lo referente al trato inadecuado que recibían. Finalmente, Marsh se escabulló del campamento y, según su propio relato (posiblemente embellecido), acumuló vagones llenos de fósiles y se retiró justo antes de que llegara un grupo hostil de miniconjous. Sí que intercedió en nombre de Nube Roja ante del Departamento del Interior y la administración, pero su intención podría haber sido ganarse una reputación frente a la administración impopular de Ulysses S. Grant. En 1875, tanto Cope como Marsh hicieron una pausa en sus recolecciones, ya que sentían la presión financiera y la necesidad de catalogar sus hallazgos acumulados, pero nuevos descubrimientos los harían volver al oeste antes del final de la década.

### 1877-1892: los descubrimientos en Como Bluff

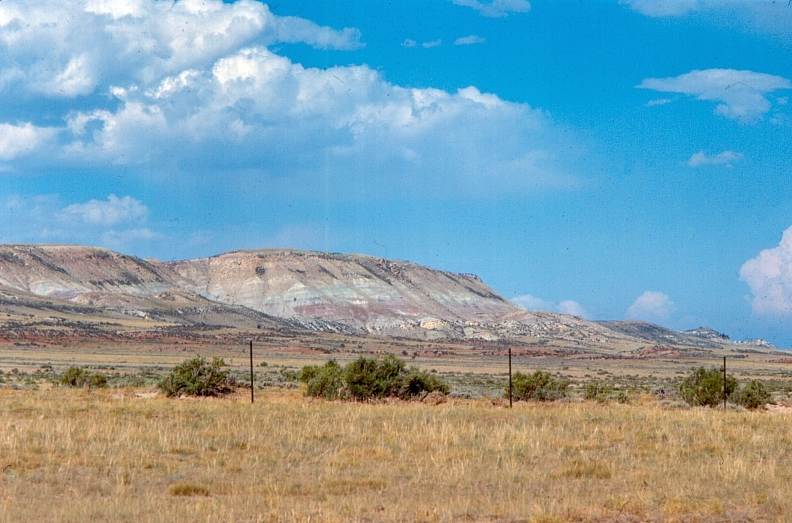
La formación Morrison en Como Bluff (Wyoming).

En 1877, Marsh recibió una carta de Arthur Lakes, un profesor de escuela de Golden (Colorado), en la que le informaba de un descubrimiento. Lakes, haciendo senderismo en unas montañas cercanas a Morrison (Colorado) con un amigo, H. C. Beckwith, había descubierto unos huesos enormes incrustados en las rocas. Lakes describió en su carta que los huesos eran "aparentemente una vértebra y un húmero de algún saurio gigantesco". Mientras esperaba la respuesta de Marsh, Lakes desenterró más huesos "colosales" y los envió a New Haven. Como Marsh tardaba en responder, Lakes también envió una remesa de huesos a Cope.
Cuando Marsh respondió a Lakes, pagó 100 dólares al prospector, instándolo a guardar secreto sobre los hallazgos. Tras enterarse de que Lakes había tenido correspondencia con Cope, envió a Morrison a Benjamin Mudge, su colector de campo, para obtener los servicios de Lakes. Al mismo tiempo, Marsh publicó una descripción de los descubrimientos de Lakes en el American Journal of Science del 1 de julio y antes de que Cope pudiera publicar su propia interpretación de los hallazgos, Lakes le escribió para decirle que los huesos serían entregados a Marsh, algo que resultaba un grave insulto para Cope.
Una segunda carta llegó del oeste, esta vez dirigida a Cope. O. W. Lucas era un naturalista que se encontraba recogiendo plantas cerca de Cañon City (Colorado), cuando descubrió un conjunto de huesos fósiles. Después de recibir más muestras de Lucas, Cope concluyó que los dinosaurios eran herbívoros grandes, remarcando alegremente que el espécimen era mayor que cualquier otro descrito hasta entonces, incluyendo el descubrimiento de Lakes. Marsh se enteró de los descubrimientos de Lucas y ordenó a Mudge y a un antiguo estudiante, Samuel Wendell Williston, que establecieran una cantera cerca de Cañon City de su parte. Desgraciadamente para Marsh, se enteró por medio de Williston de que Lucas estaba encontrando los mejores huesos y había rechazado abandonar a Cope con tal de trabajar para él. Marsh hizo regresar a Williston hacia Morrison, donde la pequeña cantera de Marsh se hundió y casi mató a sus ayudantes. Este obstáculo habría puesto fin al suministro de huesos procedentes del oeste para Marsh si no hubiera sido por una tercera carta, dirigida a él.
En la época de los descubrimientos de Lakes, se estaba construyendo el Ferrocarril Transcontinental en una zona remota de Wyoming. La carta de Marsh era de dos hombres que se identificaban como Harlow y Edwards (sus nombres reales eran Carlin y Reed), trabajadores de la Union Pacific Railroad. Los dos hombres afirmaban haber descubierto grandes cantidades de fósiles en Como Bluff y le avisaban de que había otras personas en la zona "que buscaban estas cosas", algo que Marsh interpretó como una referencia a Cope. Marsh envió a Williston, quien acababa de llegar exhausto a Kansas tras el derrumbe de la cantera de Morrison, a Como Bluff. Su antiguo estudiante le envió un mensaje, confirmándole la veracidad tanto de las grandes cantidades de huesos como de la presencia de hombres de Cope por la zona. Temiendo repetir los mismos errores que había cometido con Lakes, Marsh envió rápidamente dinero a los dos nuevos cazadores de huesos y les instó a enviarle fósiles adicionales. Williston consiguió un acuerdo preliminar con Carlin y Reed, que no habían podido cobrar el cheque de Marsh ya que estaba escrito a nombre de sus seudónimos, pero Carlin decidió ir a New Haven para tratar directamente con Marsh. Este último redactó un contrato que incluía un pago mensual fijo, con la posibilidad de primas adicionales para Carlin y Reed, según la importancia de los descubrimientos. Marsh también se reservó el derecho de enviar a sus propios "superintendentes" para supervisar las excavaciones, si era necesario, y aconsejó a los hombres que intentaran mantener a Cope fuera de la región. Pese a que mantuvieron una reunión cara a cara, Carlin no consiguió obtener mejores condiciones de Marsh. El paleontólogo consiguió que Carlin y Reed trabajaran bajo los términos fijados, pero quedaron sembradas semillas de discordia y rencor en el ánimo de los cazadores de huesos, ya que sentían que Marsh les había coaccionado para aceptar el trato. La inversión de Marsh en la región de Como Bluff pronto dio buenos resultados. Mientras que los recolectores de Marsh volvieron al Este para pasar el invierno, Reed envió vagones de fósiles por vía férrea a Marsh durante todo 1877. En la edición de diciembre de 1877 de la revista American Journal of Science, Marsh describió y dio nombre a dinosaurios como Stegosaurus, Allosaurus o Diplodocus.
A pesar de las precauciones de Marsh para evitar que su rival supiera de los ricos yacimientos de Como Bluff, pronto se extendieron los rumores sobre los descubrimientos. Carlin y Reed estuvieron implicados en la expansión de estos rumores, filtrando información al Laramie Daily Sentinel, que publicó un artículo sobre los hallazgos en abril de 1878. El artículo exageró el precio que Marsh había pagado por los huesos enviados al Este, posiblemente para aumentar el precio y la demanda de más huesos. Marsh, intentando encubrir la filtración, se enteró por mediación de Williston de que Carlin y Reed habían mantenido contactos con un hombre, que trabajaba para Cope, con el nombre de "Haines". Cope había tenido noticia de los descubrimientos de Como Bluff y había enviado "ladrones de dinosaurios" a la zona, en un intento de robar discretamente fósiles en la zona de Marsh. En enero de 1878, el descontento por la infrecuencia de los pagos por parte de Marsh aumentó y Carlin empezó a trabajar para Cope.

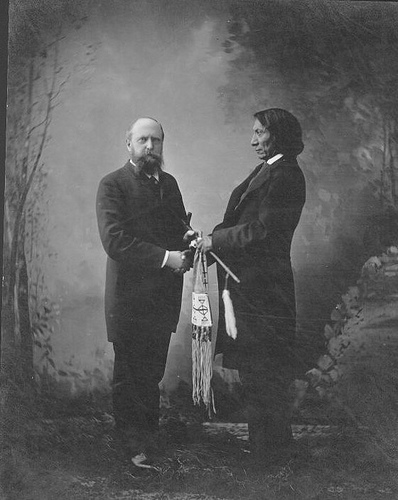
Marsh y el jefe lakota Nube Roja en New Haven, Connecticut, c. 1880.

Cope y Marsh utilizaban su propio patrimonio para financiar expediciones cada verano, por lo que pasaban el invierno publicando sus descubrimientos. Pronto, pequeños ejércitos de cazadores de fósiles en vagones tirados por mulas o en trenes se encontraban enviando toneladas de fósiles hacia el este. Los equipos de Marsh eran los más extravagantes; tenía un equipo de como mínimo cinco trabajadores que lo asistían en las ocasiones en que se desplazaba él mismo al oeste. Cope, por otra parte, tenía bastante con dos compañeros, un cocinero y un guía. Las excavaciones paleontológicas duraron quince años, de 1877 a 1892. Tanto los trabajadores de Cope como los de Marsh sufrieron dificultades relacionadas con el tiempo, así como sabotajes y obstáculos provocados por los asalariados del rival. Reed vio como su acceso a la estación de tren de Como quedaba bloqueado por Carlin y tuvo que transportar los huesos risco abajo y colocar los especímenes en el andén bajo un intenso frío. Cope ordenó a Carlin que construyera su propia cantera en Como Bluff, mientras que Marsh envió a Reed a espiar a su antiguo amigo. Cuando la cantera n.º 4 de Reed se agotó, Marsh ordenó a Reed que retirara los fragmentos de huesos del resto de canteras. Reed informó que había destruido todos los huesos restantes para evitar que cayeran en manos de Cope. Preocupado por la posibilidad de que forasteros estuvieran penetrando dentro de los límites de las canteras de Reed, Marsh envió a Lakes a Como para que prestara ayuda en las excavaciones y en junio de 1879 él mismo visitó Como. Cope también hizo una gira por sus canteras en agosto. Aunque los hombres de Marsh continuaban abriendo nuevas canteras y descubriendo más fósiles, las relaciones entre Lakes y Reed empeoraron y ambos dimitieron en agosto. Marsh intentó calmarlos enviándolos a los extremos opuestos de las canteras, pero tras verse obligado a abandonar una cantera en medio de una ventisca glacial, Lakes presentó su dimisión y regresó a su puesto en la enseñanza en 1880. La marcha de Lakes no alivió las tensiones entre los hombres de Marsh; el sustituto de Lakes, un hombre del mundo del ferrocarril llamado Kennedy, creía que no tenía que rendir cuentas a Reed y las disputas entre ambos hicieron que el resto de trabajadores de Marsh abandonaran. Marsh intentó separar a Kennedy y a Reed, y envió a Como al hermano de Samuel Williston, Frank, en un intento de mantener la paz. Frank Williston acabó dejando el trabajo de Marsh y se fue a vivir con Carlin. Las excavaciones de Cope en Como empezaron a decaer y los sustitutos de Carlin pronto abandonaron el trabajo.

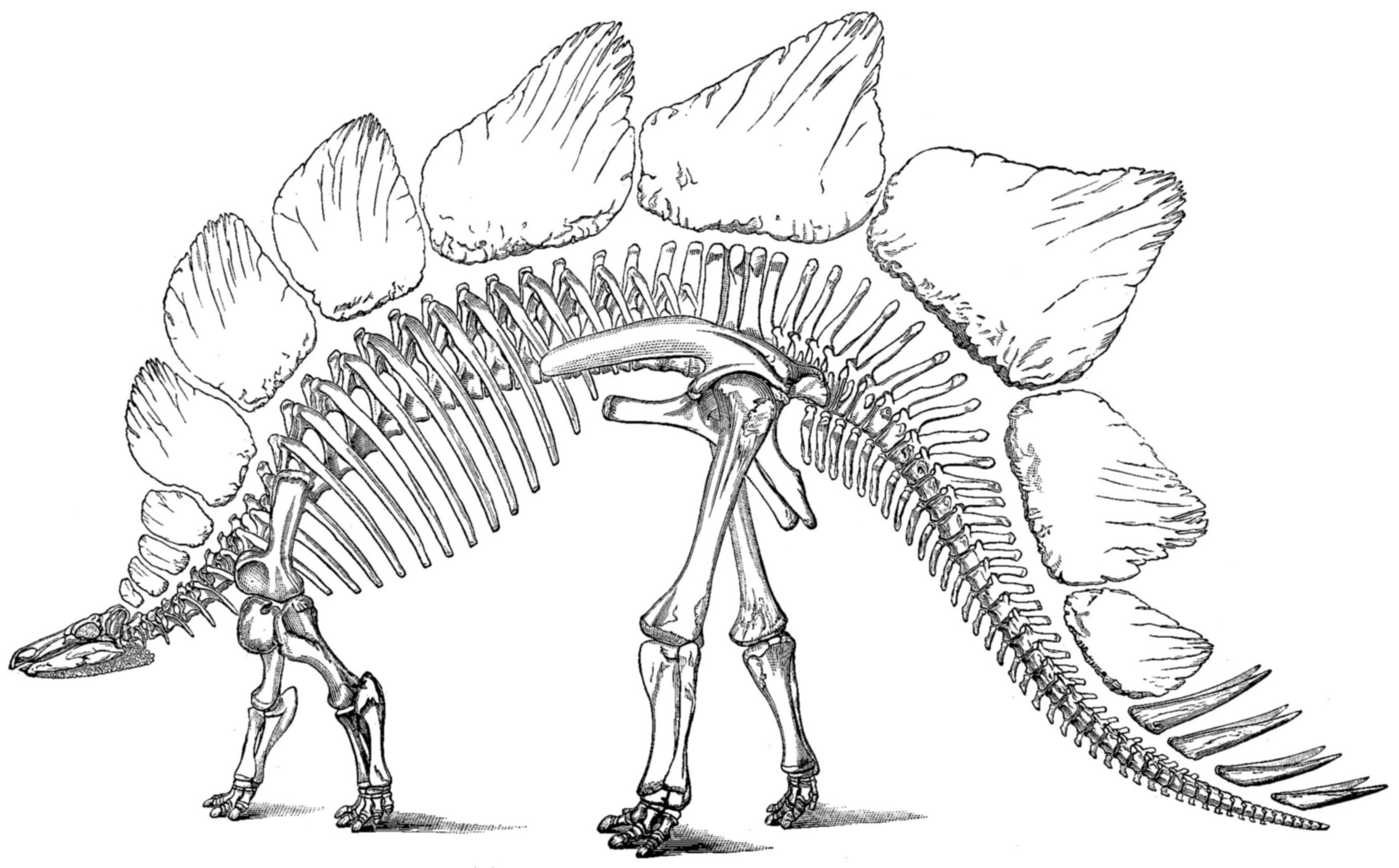
Ilustración realizada por Marsh en 1896 de los huesos de un Stegosaurus, dinosaurio descrito y nombrado en 1877.

A medida que progresaba la década de 1880, los hombres de Cope y Marsh hubieron de enfrentarse a una dura competencia por parte del otro bando así como de terceros también interesados en los huesos. El profesor Alexander Emanuel Agassiz de Harvard envió a sus propios representantes al oeste, mientras que Carlin y Frank fundaron una empresa de venta de huesos para vender los fósiles al mejor postor. Reed se marchó y comenzó a trabajar como pastor de ovejas en 1884 y las canteras de Marsh en Como produjeron poco material tras su marcha. A pesar de estos obstáculos, en aquel momento Marsh tenía más canteras en funcionamiento que Cope; Cope, que al principio de la década de 1880 tenía más huesos de los que podía meter en una casa, había quedado rezagado en la carrera por los dinosaurios.
Los descubrimientos de Cope y Marsh se vieron acompañados por acusaciones provocadoras de espionaje, sobornos y robo de trabajadores y fósiles. Ambos eran tan protectores con sus yacimientos que destruían fósiles pequeños o dañados para evitar que cayeran en manos de su rival, o llenaban las excavaciones con tierra y roca. En una ocasión, cuando supervisaba sus canteras de Como en 1879, Marsh examinó hallazgos recientes y marcó algunos para destruir. Asimismo, en una ocasión los equipos rivales de los científicos se pelearon a pedradas.

### Disputas personales y últimos años
Al mismo tiempo que Cope y Marsh competían por fósiles en el oeste de Estados Unidos, también hacían todo lo posible por arruinar la credibilidad profesional del contrario. Humillado por su error a la hora de reconstruir el plesiosauro Elasmosaurus, Cope intentó encubrir su equivocación comprando cada copia que podía de la revista en que fue publicada la reconstrucción. Marsh, el primero en señalar el error, se aseguró de hacer pública la historia. La rápida y prodigiosa producción de Cope de artículos científicos significaba que Marsh no tenía ninguna dificultad en encontrar errores ocasionales con los que atacar a Cope. Marsh no era en absoluto infalible; puso un cráneo equivocado en un esqueleto de Apatosaurus y lo describió como un nuevo género, Brontosaurus.
A finales de la década de 1880, la atención pública por la competición entre Cope y Marsh se desvaneció, más atraída por los asuntos internacionales que por el "Salvaje Oeste". Gracias a John Wesley Powell, cabeza del Servicio Geológico de los Estados Unidos, y a los contactos de Marsh con los ricos y poderosos de Washington, Marsh fue puesto al frente de un servicio gubernamental consolidado y se mostró satisfecho por salir del centro de atención sensacionalista. Cope se encontraba en una situación bastante peor, habiendo gastado gran parte de su dinero comprando The American Naturalist y tenía dificultades para encontrar trabajo, debido en parte a su temperamento, así como a los aliados de Marsh en el ámbito de la educación superior. Cope empezó a invertir en prospecciones de oro y plata en el oeste, enfrentándose a los mosquitos de la malaria y a un clima duro con el objetivo de buscar fósiles él mismo. A causa de problemas en la minería y una falta de apoyo por parte del gobierno federal, la situación financiera de Cope se fue deteriorando sin cesar, hasta el punto de que su colección de fósiles se convirtió en su única posesión significativa. Marsh, mientras tanto, se ganó la antipatía incluso de sus ayudantes leales, incluyendo a Williston, con su rechazo a compartir las conclusiones que había obtenido de sus hallazgos y sus constantes retrasos en los pagos.
La oportunidad de Cope de aprovecharse de la vulnerabilidad de Marsh vino en 1884, cuando el Congreso de los Estados Unidos empezó a investigar el funcionamiento del servicio geológico. Cope se había hecho amigo de Henry Fairfield Osborn, por aquel entonces profesor de anatomía en la Universidad de Princeton. Osborn era como Marsh en muchos aspectos, lento y metódico, pero demostraría tener una influencia perjudicial sobre Marsh. Cope buscó trabajadores descontentos que alzaran la voz contra Powell y el Servicio. Por el momento, Powell y Marsh serían capaces de refutar con éxito las acusaciones de Cope y sus alegaciones no llegaron a oídos de la prensa de masas. Osborn parecía indeciso a la hora de endurecer su campaña contra Marsh, de manera que Cope acudió a otro aliado que había mencionado a Osborn, un "hombre de la prensa de Nueva York" llamado William Hosea Ballou. Pese a los obstáculos interpuestos a los intentos de expulsar a Marsh de su presidencia de la Academia Nacional de Ciencias, Cope recibió una gran ayuda financiera después de que la Universidad de Pensilvania le ofreciera un puesto como profesor. Poco después apareció la oportunidad de Cope para dar un golpe crítico a Marsh.
A lo largo de los años, Cope había mantenido un diario elaborado con los errores y maldades que habían cometido Marsh y Powell; los errores y equivocaciones de ambos serían apuntados y guardados en el cajón inferior del escritorio de Cope. Ballou planeó la primera serie de artículos, que se convertirían una serie de debates en la prensa entre Marsh, Powell y Cope. Aunque la comunidad científica conocía la rivalidad de Marsh y Cope desde hacía tiempo, el público se dio cuenta de la conducta vergonzosa de los dos hombres cuando el New York Herald publicó una historia con el titular "Scientists Wage Bitter Warfare" ("Científicos libran una guerra amarga"). Según la autora Elizabeth Noble Shor, la comunidad científica se vio galvanizada:

La mayoría de científicos de aquel tiempo recularon de horror —y continuaron leyendo con interés—, descubriendo que la enemistad de Cope y Marsh había llegado finalmente a las portadas. Aquellos más próximos a los campos científicos que se discutían, la geología y la paleontología de los vertebrados, ciertamente se estremecieron, particularmente cuando vieron que se les había citado, mencionado o que su nombre había sido escrito mal. La enemistad no era noticia para ellos, ya que se había hecho patente en sus reuniones científicas desde hacía veinte años. La mayoría de ellos ya habían escogido un bando.

En los artículos de prensa, Cope atacó a Marsh por plagio y mala gestión financiera, y atacó a Powell por sus errores de clasificación geológica y por malversar el dinero otorgado por el gobierno. Marsh y Powell pudieron publicar su visión del asunto, lanzando sus propias acusaciones contra Cope. Los artículos de Ballou estaban poco estudiados, escritos y leídos, y el propio Cope escarmentó tras un artículo de The Philadelphia Inquirer que sugería que los mandatarios de la Universidad de Pensilvania pedirían la dimisión de Cope a menos que presentara pruebas para sus acusaciones contra Marsh y Powell. El mismo Marsh mantuvo viva la historia del Herald con una feroz réplica, pero a finales de enero la historia desapareció de los diarios y poco había cambiado entre los acérrimos rivales.
No se celebró ningún juicio del congreso para investigar la malversación de fondos de Powell y ni Cope ni Marsh hubieron de responder sobre su responsabilidad en los errores, pero parte de las calumnias de Ballou contra Marsh quedaron asociadas con el Servicio. Ante un sentimiento antiservicio enardecido por la sequía en el oeste y la preocupación sobre la apropiación de las granjas abandonadas en la misma zona, Powell se encontró bajo una estrecha vigilancia por parte del House Appropriations Committee. Llevado a actuar por el supuesto derroche de Marsh en cuanto a los fondos del Servicio, el Appropriations Committee exigió que el presupuesto del Servicio fuera detallado. Cuando se puso fin a su apropiación en 1892, Powell envió un lacónico telegrama a Marsh indicándole que esperaba su dimisión, una afrenta personal además de financiera. Al mismo tiempo, muchos de los aliados de Marsh se estaban retirando o habían muerto, reduciendo su crédito científico. Justo cuando el extravagante estilo de vida de Marsh empezaba a pasarle factura, Cope consiguió un cargo en el Servicio Geológico de Texas, aunque, todavía tambaleándose por los ataques personales que había recibido durante el asunto del Herald, no continuó con los suyos. La suerte de Cope mejoró durante la primera parte de la década de 1890, cuando fue promovido en el lugar de Leidy como profesor de zoología y fue elegido presidente de la American Association for the Advancement of Science el mismo año que Marsh dejó su cargo al frente de la Academia de Ciencias. Sin embargo, a finales de la década su suerte volvió a empeorar, a medida que Marsh recuperaba parte de su prestigio, consiguiendo la Medalla Cuvier, el galardón paleontológico más importante.
La rivalidad entre Cope y Marsh duró hasta la muerte de Cope en 1897, cuando ambos ya se habían arruinado. Cope sufrió una enfermedad debilitante a sus últimos años y tuvo que vender parte de su colección de fósiles y alquilar una de sus casas para conseguir llegar a fin de mes. Marsh tuvo que hipotecar su residencia y pedir un sueldo a Yale para poder subsistir. Sin embargo, la rivalidad entre los dos permaneció intensa, pero cansada. Cope lanzó un último desafío antes de morir. Donó su cráneo a la ciencia para que se pudiera medir su cerebro, con la esperanza de que fuera mayor que el de su adversario; en aquel tiempo, se creía que la medida del cerebro era la auténtica medida de la inteligencia. Marsh no aceptó el desafío, y supuestamente el cráneo de Cope todavía se conserva en la Universidad de Pensilvania. Se discute si el cráneo almacenado en la Universidad es el de Cope; la Universidad ha afirmado que cree que el cráneo auténtico se perdió a la década de 1970, aunque Robert Bakker ha dicho que fracturas superficiales del cráneo y los informes del forense verifican la autenticidad del mismo.

## Legado

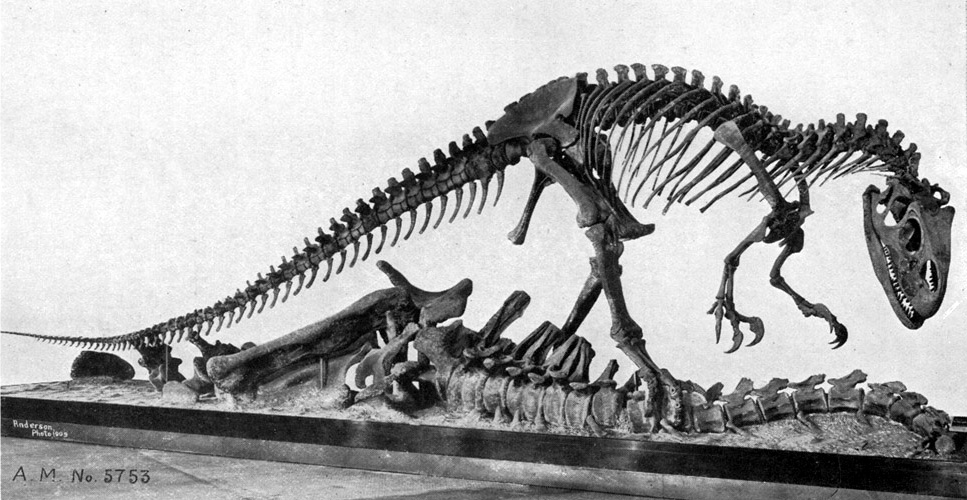
Un Allosaurus casi completo (AMNH #5753) descubierto por los cazadores de fósiles de Cope en Como Bluff en 1879. El hallazgo no fue desempaquetado hasta después de la muerte de Cope.

Basándose puramente en las cifras, Marsh "ganó" la Guerra de los Huesos. Ambos científicos hicieron descubrimientos de un valor científico increíble, pero mientras que Marsh describió un total de 80 especies nuevas de dinosaurio, Cope solo describió 56. En la última parte de la Guerra de los Huesos, Marsh simplemente tenía más hombres y más dinero a su disposición que Cope. Cope también tenía un abanico de intereses paleontológicos más amplio, mientras que Marsh prácticamente solo buscaba reptiles y mamíferos fósiles.
Algunos de los descubrimientos de Cope y Marsh se encuentran entre los dinosaurios más conocidos, incluyendo géneros como Triceratops, Allosaurus, Diplodocus, Stegosaurus, Camarasaurus y Coelophysis. Sus descubrimientos acumulados definieron el entonces naciente campo de la paleontología; antes de los descubrimientos de Cope y Marsh, solo se habían descrito nueve especies de dinosaurio en América del Norte. Además, algunas de sus ideas, como aquella de Marsh que afirmaba que los pájaros descienden de los dinosaurios, han sido confirmadas; mientras que otras, incluyendo la "Ley de Cope", que postula que las especies tienden a hacerse más grandes con el tiempo, son consideradas de poco o ningún mérito científico. La Guerra de los Huesos también llevó al descubrimiento de los primeros esqueletos completos y el aumento de la popularidad de los dinosaurios entre el público. Como dijo el paleontólogo Robert Bakker, "los dinosaurios provenientes de Como Bluff no solo llenaron museos, también llenaron artículos de revistas, libros de texto y la mente de la gente".
La Guerra de los Huesos tuvo un impacto negativo no solo sobre los dos científicos sino también sobre sus compañeros y el equipo entero. La aversión pública entre Cope y Marsh dañó la reputación de la paleontología estadounidense en Europa durante décadas. Además, el supuesto uso de dinamita y del sabotaje por parte de los trabajadores de ambos científicos destruyó o enterró centenares de restos fósiles potencialmente críticos. Joseph Leidy abandonó sus excavaciones, más metódicas, en el oeste, ya que veía que no podía mantener el ritmo de la investigación temeraria de huesos de Cope y Marsh. Leidy también se cansó de las disputas constantes entre los otros dos científicos, lo que provocó que su retirada del campo marginara su propio legado; después de su muerte, Osborn no encontró ni una sola mención de Leidy a las obras de sus dos rivales. En su prisa por superarse mutuamente, Cope y Marsh montaron al azar los huesos de sus propios descubrimientos. Sus descripciones de especies nuevas, basadas en estas reconstrucciones, llevaron a una confusión y creencias equivocadas que perdurarían durante décadas después de su muerte.
Una excavación realizada entre 2007 y 2008 en diversas canteras de Cope y Marsh sugiere que los daños causados por los dos paleontólogos fueron menores de lo que se había afirmado. Utilizando los dibujos de campo de Lakes, investigadores del Museo de Historia Natural de Morrison descubrieron que en realidad Lakes no había dinamitado las canteras más productivas de Colorado; sino que lo que había hecho era rellenarlas. El director del Museo, Matthew Mossbrucker, teorizó que Lakes extendió la mentira "porque no quería que la competencia en la cantera jugara a juegos mentales con la banda de Cope".

### Adaptaciones
Además de ser el tema de libros históricos y paleontológicos, la Guerra de los Huesos ha sido el tema de una novela gráfica, Bone Sharps, Cowboys, and Thunder Lizards, de Jim Ottaviani. Es una obra de ficción histórica, ya que Ottaviani presenta al personaje de Charles Robert Knight a Cope por razones de la trama y otros acontecimientos han sido reestructurados. La Guerra de los Huesos fue tratada de manera más fantástica, en el libro Bone Wars de Brett Davis, en el que también hay extraterrestres interesados en los huesos. Es también la base del juego de cartas Bone Wars: The Game of Ruthless Paleontology, producido por Zygote Games y creado por el escritor de ciencia ficción James Cambias y la profesora de biología Diane Kelly. En el juego, los jugadores compiten para reconstruir los esqueletos de dinosaurio.
En abril de 2013, se confirmó que los actores James Gandolfini y Steve Carell producirían y protagonizarán una adaptación en clave de comedia para la televisión sobre la disputa entre Cope y Marsh (interpretados por Carell y Gandolfini respectivamente), bajo la tutela de la HBO y cuyo título será Bone Wars. El proyecto sigue estancado, sin embargo, inicialmente por otros proyectos cinematográficos de ambos actores, y posteriormente por el fallecimiento de Gandolfini, aunque ya están buscando un guionista para el telefilm.